# Alnus oblongifolia
Alnus oblongifolia — вид квіткових рослин з родини березових. Поширення: США (Аризона, Нью-Мексико), Північна Мексика.

## Біоморфологічна характеристика
Це дерево заввишки до 30 метрів; стовбурів часто кілька, крони розлогі. Кора темно-сіра, гладка, з віком чорніє та розпадається на неглибокі вертикальні пластинки. Листкова пластинка вузькояйцеподібна або ланцетна до вузькоеліптичної, 5–9 × 3–6 см, шкіряста, основа вузько- або широко клиноподібна або вузько закруглена, краї плоскі, гостро та грубо двічі-пилчасті, рідко рівномірно- та густо коротко-пилчасті, головні зубці гострі, загострені, вторинні зубці помітно більші, верхівка від довго до коротко-загостреної, рідко гостра; поверхні знизу голі до рідко запушених або рідко ворсинчасті, помірно покриті смолою. Цвіте рано навесні.

## Середовище
Зростає на висотах від 700 до 2400 метрів. Розсіяні субпопуляції цього виду обмежені прохолодними, вологими, помірними листяними лісами у високих горах посушливого південного сходу США та сусідньої Мексики. Alnus oblongifolia зустрічається на кам'янистих або піщаних берегах річок та прилеглих вологих схилах, мінералізованих виходах, часто асоціюється з високогірними каньйонами.

## Використання
Інформація про використання або торгівлю цим видом відсутня.